# Kleiner Röhrennasenflughund

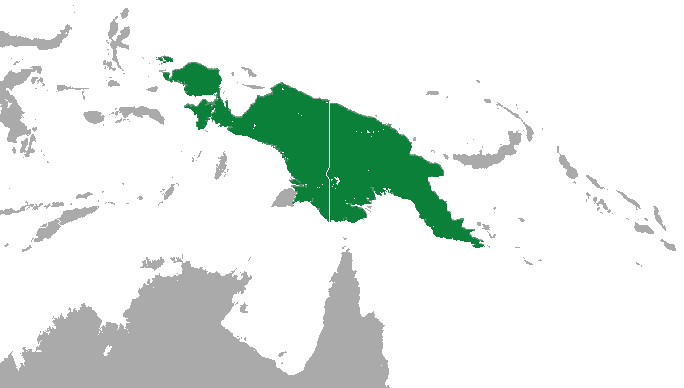
Verbreitungsgebiet des Kleinen Röhrennasenflughundes (Text beachten)

Der Kleine Röhrennasenflughund oder Ungestreifte Röhrennasenflughund (Paranyctimene raptor) ist ein auf Neuguinea verbreitetes Fledertier in Unterfamilie der Röhrennasenflughunde. Bis zur Beschreibung des Standhaften Röhrennasenflughundes (Paranyctimene tenax) 2001 war er die einzige Art der Gattung Paranyctimene. Das Typusexemplar stammt vom Fluss Fly im Südosten der Insel. Es wurde während einer von Richard Archbold geleiteten Expedition gefangen.
George Henry Hamilton Tate gibt in seiner Erstbeschreibung keine Erklärung für den Artzusatz. Allgemein ist der Ausdruck, wie er im englischen Wort raptor (Raubvogel) verwendet wird, aus dem lateinischen Verb rapere (schnell greifen) gebildet.

## Merkmale
Wie der deutsche Name andeutet, ist die Art mit einer Kopf-Rumpf-Länge von 63 bis 93 mm, einer Schwanzlänge von 17 bis 21 mm, mit 48 bis 54 mm langen Unterarmen sowie mit einem Gewicht von 22 bis 33 g ein kleines Mitglied ihrer Unterfamilie. Oberseits kommt graubraunes Fell vor und die Unterseite trägt helle gelbbraune Haare. Ein dunkler Aalstrich, wie bei vielen Vertretern der Gattung Nyctimene, ist nicht vorhanden. Wie alle Röhrennasenflughunde hat die Art rohrförmige Nasenöffnungen. Diese und die Flughäute weisen einen grünen Schimmer auf. Beide sind wie die Ohren im Prinzip nackt und durch helle Flecken gekennzeichnet. Andere Unterscheidungsmerkmale zu den Nyctimene-Arten sind hohe Höcker auf den Backenzähnen sowie die schmalen Eckzähne und Prämolaren. Ein fast nackter Fleck auf der Kehle enthält vermutlich Drüsen. Untere Schneidezähne fehlen, so dass sich die unteren Eckzähne berühren. Äußerlich kann die Art mit dem Drachen-Röhrennasenflughund (Nyctimene draconilla) verwechselt werden.

## Verbreitung und Lebensweise
Dieser Flughund kommt hauptsächlich an den südlichen Hängen des Gebirges in Zentral-Neuguinea und im südlichen Flachland vor. Auch wenn der Standhafte Röhrennasenflughund im Norden zahlreicher ist, wird ein Vorkommen dieser Art in diesen Regionen nicht ausgeschlossen. Disjunkte Populationen gibt es auf vorgelagerten Inseln wie Salawati oder Waigeo. Die Exemplare erreichen im Gebirge 1350 Meter Höhe. Der Kleine Röhrennasenflughund lebt in feuchten Wäldern, Gärten und Sumpfgebieten.
Die gewöhnlich einzelgängerischen Individuen ruhen im dichten Blattwerk. Nur einmal wurde eine Gruppe aus drei Männchen, einem Weibchen und einem Jungtier registriert. Weibchen können sich zu allen Jahreszeiten fortpflanzen und ein Wurf besteht aus einem Neugeborenem. Die Mitglieder der Schwestergattung Nyctimene fressen weiche Früchte oder deren Juice sowie in Gefangenschaft Insekten.

## Gefährdung
Aufgrund der geringen Größe wird die Art vermutlich nicht oder selten gejagt. Sie hat ein großes Verbreitungsgebiet. Die IUCN listet den Kleinen Röhrennasenflughund als nicht gefährdet (least concern).